# Phaeocatantops concolor
Phaeocatantops concolor är en insektsart som först beskrevs av Heinrich Hugo Karny 1917.  Phaeocatantops concolor ingår i släktet Phaeocatantops och familjen gräshoppor. Inga underarter finns listade i Catalogue of Life.